# 38. Magyar Filmszemle
A 38. Magyar Filmszemle 2007. január 30. és február 6. között került megrendezésre. A vetítések a korábbi évekhez hasonlóan Budapesten, a Jövő Háza Központban, a Palace Mammutban és az Uránia Nemzeti Filmszínházban zajlottak. Az ünnepélyes megnyitó a Budapest Kongresszusi Központban volt, ahol a díjátadások után Sándor Pál Noé bárkája című filmjét vetítették le.
A 38. Magyar Filmszemle Fábri Zoltán emléke előtt tiszteleg: festményeiből és díszletterveiből kiállítás nyílik a Nemzeti Galériában, műsorra tűzik több filmjét a szemlén és a televíziókban egyaránt.
2007-ben két fődíjat osztottak ki: az év legjobb szerzői filmjét, és az év legjobb műfaji alkotását. A szemletanács elnöke, Janisch Attila elmondta: „szeretnék, ha megszűnne a zsánerfilmes és a szerzői filmes felfogás közti mesterségesen gerjesztett ellentét”.
Az előző évi filmszemlén bevezetett hagyomány szerint 2007-ben is részt vettek nemzetközi szaktekintélyek az értékelő bizottságban: Ulrich Gregor német filmtörténész, az egyik legismertebb filmtörténeti alapmű írója volt a játékfilmes zsűri elnöke, a további tagok: Ellis Driessen holland filmforgalmazási szakember, fesztiválszervező; Mike Goodridge, a Screen International szerkesztője, filmkritikus; Enyedi Ildikó filmrendező és Muhi András producer.
A filmünnep versenyprogramjában 95 alkotás, 17 játékfilm, 39 dokumentumfilm, 30 kísérleti- és kisjátékfilm, valamint 9 tudományos- és ismeretterjesztő film szerepelt. Versenyen kívül további 17 játékfilmet, 11 tévéfilmet, 96 dokumentumfilmet, valamint 51 kísérleti- és kisjátékfilmet nézhettek meg az érdeklődők a helyszíneken.

## Költségvetés
A szemle költségvetése összesen 155 millió forint (tavaly 145 millió forint) volt, amiből 120 milliót a Magyar Mozgókép Közalapítvány (MMK) állt, a további 35 milliót más szponzorok biztosították. A 2006-ban nevezett filmek összköltsége elérte a 12 milliárd forintot, melynek csaknem felét az állam folyósította különböző csatornákon, az MMKA az összeg negyedét finanszírozta.

## Előzsűrizés
A színvonal megőrzése érdekében minden kategóriában előzsűri válogatta ki a versenyprogramba kerülő filmeket.
- játékfilmes: Heller Gábor forgatókönyvíró, Hirsch Tibor filmesztéta, Kálmán András médiaszakember, Kocsis Ágnes rendező és Politzer Péter rendező-vágó
- dokumentumfilmes: Csillag Ádám rendező, Csukás Sándor operatőr, Moharos Attila rendező, Petrovszki Zoltán filmszerkesztő, Pölöskey István filmszerkesztő és Tamás Amaryllis újságíró-fotográfus
- kísérleti és kisjátékfilmes: Hartai László rendező, Stőhr Lóránt filmkritikus és Varró Attila filmkritikus
- tudományos-ismeretterjesztő: Rák József rendező-operatőr, Réz András filmesztéta és Mosonyi Szabolcs rendező.

Az előzsűrik döntése alapján 18 játékfilm, 40 dokumentumfilm, 30 kísérleti és kisjátékfilm, valamint 9 tudományos-ismeretterjesztő film került be a szemle versenyprogramjába.

## Díjak

### Életműdíjasok
- Máthé Erzsi színművész
- Fakan Balázs dramaturg
- Czigány Tamás dokumentumfilm-rendező

### Magyar Mozgókép Mestere
- Herskó János filmrendező
- Szabó István filmrendező

### A játékfilmes zsűri döntése
- A legjobb szerzői film: Iszka utazása (Bollók Csaba): „a lelki mélység realista és őszinte megközelítéséért, a meggyőző integritásért”
- A legjobb műfaji film: Konyec – Az utolsó csekk a pohárban (Rohonyi Gábor): „ötletességéért, gazdag humoráért”
- A legjobb rendező: Szász János (Ópium – Egy elmebeteg nő naplója): filmje „merész kísérletként elhatol az emberi tapasztalás végső határáig”
- A legjobb operatőr: Máthé Tibor (Ópium – Egy elmebeteg nő naplója): az Ópium fényképezéséért, „a határozottság és gyengédség együttes megjelenítéséért”
- Simó Sándor-díj a legjobb elsőfilmnek: Boldog új élet (Bogdán Árpád): „a személyes tragédia költői látomásáért”
- A legjobb látvány díja: a Dolina című film alkotóközössége (díszlet: Árvai György, jelmez: Szűcs Edit, Breckl János, operatőr: Medvigy Gábor, rendező: Kamondi Zoltán)
- A legjobb forgatókönyvíró: Elek Judit (A hét nyolcadik napja): „a számos eredeti karaktert felvonultató, valósághoz közeli komplex történetért”
- A legjobb női alakítás: Kovács Kata (Kythéra): „folyamatos és határozott filmes jelenlétet nyújtó eszköztelen szerepjátékáért”
- A legjobb férfi alakítás: Zsótér Sándor (Töredék): „intenzív megigéző alakításáért”
- A legjobb eredeti filmzene: Membran (Boldog új élet)
- A legjobb producer: Sipos Gábor és Rajna Gábor, Laokoon Film (Boldog új élet, Lassú tükör)
- A legjobb vágónak járó Arany olló-díj: Czakó Judit (Iszka utazása és Kythéra)
- A legjobb hangmérnöki munkáért járó Arany mikrofon-díj: Sipos István, Manuel Laval és Matthias Schwab (Ópium – Egy elmebeteg nő naplója)
- Elismerő oklevél: Igor és Ivan Buharov (Lassú tükör)

### A kísérleti és kisjátékfilmes zsűri döntése
- A legjobb kisjátékfilm: Türelem (Nemes Jeles László): „az érzékeny téma szokatlan feldolgozásáért”
- A kísérleti film kategória különdíja: Álszent (Toepler Zoltán (Nicolaus Myslicki)): „a szöveg és kép formabontó használatáért, valamint egy szakrális téma szokatlan, újszerű feldolgozásáért”
- Rendezői különdíj: Együtt (Nagy Dénes): „a két testvér találkozásának és elválásának érzékeny bemutatásáért”
- A legjobb operatőr: Tóth Widamon Máté (Alterego): „a lakásbelsők tartózkodó, de a szereplők személyiségét is kisugárzó világításáért, a képek tartózkodó intimitásáért”
- Elismerő oklevél: Horváth Lili (Vakáció): a film „atmoszférateremtő, a szereplők belső világát mély empátiával bemutató rendezéséért”

### A dokumentumfilmes zsűri döntése
- A legjobb dokumentumfilm: Balkán bajnok (Kincses Réka): „az erdélyi sors egyetemes érvényű bemutatásáért, melyet a rendező családjának és politikus apjának életén keresztül mutat be”
- A legjobb rendező: Kőszegi Edit (Menekülés a szerelembe): „az élet, halál, szerelem motívumának ábrázolásáért egy cigányasszony sorsán keresztül”
- Schiffer Pál-díj: Pigniczky Réka (Hazatérés: Egy szabadságharcos története): „melyben egy 56-ban Amerikába menekült apa sorsát tárja fel dokumentumfilmes módszerrel lányai utazásain keresztül”
- Esélyegyenlőségi díj: Zsigmond Dezső (Élik az életüket): „melyben egy család leépülésének drámai képei és történetei a megállíthatatlannak látszó elnyomorodás világában”
- A legjobb operatőr: Talán Csaba (Elboronálva): „a tanyavilágban élő emberek lassú elmúlásának érzékeny operatőri eszközökkel történő ábrázolásáért”
- Oklevél a kiemelkedő művészi teljesítményért: Forgács Péter: Miss Universe 1929, Gulyás Gyula: Itt az idő, Szobolits Béla: Miért?! Egy tragikus szerelem története, Kékesi Attila: A forradalom arca – Egy pesti lány nyomában)

### A tudományos-ismeretterjesztő filmes zsűri döntése
- A legjobb tudományos-ismeretterjesztő film: Forró ősz a hidegháborúban (Kóthy Judit és Topits Judit): „elismerve ezzel az alapos és szakszerű kutatást, a pontos szerkesztést, a film objektivitását, s nem utolsósorban azt a koncepciót, amely az 1956-os magyarországi forradalmat szélesebb történelmi kontextusban mutatja meg.”
- A legjobb rendezés: A 7 főbűn – Bűnök ezek egyáltalán? (Dér András): „elismerve ezzel azt az eredeti rendezői koncepciót, amely az elvont gondolatokat a megszólalók személyén keresztül megélhetővé, személyessé tette”
- A legjobb témaválasztás: Tóth Zsolt Marcell (Budapesti vadon): „a rendkívül élő, friss témaválasztásért, és [mert] remek megfigyeléseivel képes rádöbbenteni nézőit új összefüggésekre”

### Különdíjak
- A Magyar Rendezők Társasága által alapított Stáb mestere-díj: Galsainé Einhorn Zsuzsa berendező és Krasnyánszky Gyula pirotechnikus
- Az Országos Diákzsűri Zöld Holló-fődíja: Iszka utazása (Bollók Csaba): „a minden képkockából sugárzó őszinteségéért, amely képes volt egy ilyen, csak ritkán belátható világot a közönség elé tárni”
- A Színház- és Filmművészeti Egyetem Film-főtanszakának hallgatói által 2006 legjobb tanárának odaítélt Nyakkendő-díj: Sellő Hajnal
- A Mozisok Országos Szövetségének díja a 2006-os naptári évben a legmagasabb nézőszámot elért magyar játékfilm részére: Szabadság, szerelem
- Az Országos Rádió és Televízió Testület külön nézettségi díja, amelyet a legmagasabb nézőszámot elért játékfilm kap (a díj kiírása azokra a filmekre vonatkozott, amelyek 2005. október 1. és 2006. szeptember 30. között kerültek moziforgalmazásra, és az idei Filmszemlét megelőző esztendőben 12 teljes műsorhét állt a forgalmazás rendelkezésére): Csak szex és más semmi
- Az internetes közönségszavazatok alapján a legjobb nagyjátékfilmnek járó filmhu-díj: Konyec (Rohonyi Gábor)
- Az internetes közönségszavazatok alapján a TV2 25 millió forintos különdíja a szavazók körében legnépszerűbb filmnek: Konyec
- A külföldi kritikusok és újságírók szavazatai alapján kiosztott Gene Moskowitz-díj: Ópium – Egy elmebeteg nő naplója (Szász János)

## Filmek

### Nagyjátékfilmek
- Bogdán Árpád: Boldog új élet
- Bollók Csaba: Iszka utazása
- Dettre Gábor: Romazsaru (munkacím)
- Elek Judit: A hét nyolcadik napja
- Erdőss Pál: Budakeszi srácok
- Esztergályos Károly: Férfiakt
- Herendi Gábor: Lora
- Igor és Iván Buharov: Lassú tükör
- Kamondi Zoltán: Dolina (Az érsek látogatása)
- Maár Gyula: Töredék
- Mészáros Péter: Kythera
- Rohonyi Gábor: Konyec
- Sas Tamás: SOS szerelem!
- Szalai Györgyi-Dárday István: Az emigráns
- Szász János: Ópium – Egy elmebeteg nő naplója
- Szilágyi Andor: Mansfeld
- Szőke András: Hasutasok
- Vecsernyés János: Emelet

### Kisjátékfilmek
- Borsos Miklós: Vége
- Cantu Benjamin: Spark
- Csáki László: A hangya és a tücsök
- Declan Hannigan: Csapás
- Dobos-Nagy: Öreg fa
- Dombrovszky Linda: Határvidék
- Horváth Lili: Vakáció
- Kardos Sándor: Végjáték
- Máthé Tibor: Vasárnap
- Mátyássy Áron: Mínusz
- Nagy Dénes: Együtt
- Nemes Jeles László: Türelem
- Réthelyi András: Kommersz
- Schwechtje Mihály: Alma
- Sebő Ferenc: Alterego
- Simonyi Balázs: Original Lager
- Szirmai Márton: Szalontüdő
- Tóth-Simonyi: Egy szavazat
- Zomborácz Virág: A macska szerepe a francia irodalomban
- Tóth Tamás: Farkas (Solius)

### Kísérleti filmek
- Balázs István: Az én városom
- Demeter Márton: Horizon
- Érsek-Obádovics Mercédesz: Elröppent illúziók
- Kostil Danila: én és Én
- Kostil Danila: in Memoriam
- Kotnyek István: Elhagyott árnyék
- Lakos Nóra: Coming soon
- Lichter Péter: 77 év deja vu
- Nemes Gyula: Fúga
- Nicolaus Myslicki: Álszent

### Dokumentumfilmek
- Almási Tamás: A mi kis Európánk
- Bódis Kriszta: Falusi románc
- Bollók Csaba: Hordozható haza
- Edvy Boglárka – Silló Sándor: Naplófilm – 12 voltam 56-ban
- El Eini Sonia: Csendesfilm
- Forgács Péter: Miss Universe 1929 – Lisl Goldarbeiter – a Szépség útja
- Gellér-Varga Zsuzsanna: Zsinagógát vegyenek!
- Gulyás Gyula: Itt az idő
- Gulyás János: Az a dolgom, hogy csináljam
- Ivacs Gabriella – Szűcs Tamás: Rátok hagyom mindenem
- Jakab Ervin: Költözés
- Janisch Vera: …hát, kösz…
- Jung Lídia: Nellike
- Katona Zsuzsa: Az Árvai Művek
- Kecskeméti Kálmán: Áruló ezüstnitrát
- Kékesi Attila: A forradalom arca – Egy pesti lány nyomában
- Kincses Réka: Balkán bajnok
- Kőszegi Edit – Szuhay Péter: Menekülés a szerelembe
- Kőszegi Gyula: Kéz-keringő
- Mácsai János – Pálos György: Rév Lívia zongorista
- Mohi Sándor: Jel a világ számára
- Mónika Csángó: Örökké a tied
- Muhi András Pires: Magyarfutball, a 91. perc
- Muhi Klára: Koreszmék és táborok
- Nordin Eszter: 7 év
- Novák Tamás: Elsodort falvak (Almásháza – betelepülők)
- Novobáczky Sándor: Óriások voltunk
- Páskándiné Sebők Anna: A vélt szabadság ára
- Pigniczky Réka: Hazatérés: egy szabadságharcos története
- Sós Ági: Akartam volna mutatni
- Szakály István: Gömöri cigányok
- Szalay Péter: Mai módi
- Szegezdy János: Mekkora a szülőföld határa
- Szobolits Béla: Miért? Egy tragikus szerelem története
- Szollosy Gabriel: Sztálinvárosi kantáta
- Vági Barbara – Talán Csaba: Elboronálva
- Varga Ágota: Szemünk fénye
- Vészi János: Adásunkat megszakítjuk – 1956 Magyar Rádió – Rádiósok emlékei
- Zelki János: A vagon
- Zsigmond Dezső: Élik az életüket – kárpátaljai szilánkok

### Kiemelt információba javasolt filmek
- B. Révész László: Nádudvari krónika 2005
- Elbert Márta: Mozgóképes történelem
- Ember Judit: Hangoskönyv
- Izing Róbert – Janzsó Viktor: Tibet, a száműzött ország
- Kármán Irén: Tito partizánjai
- Mátis Lilla: Esti szürkületben… – Dr. Ferdinánd István
- Medgyesi Gabriella: Három pokol
- Mispál Attila: Prágai utazás – Cserhalmi György portré (2006. január 27–28.)
- Papp Bojána: Generáció L
- Rist Lilla: Nórák
- Simonyi Piroska: Dankó utca 16.
- Sipos András: Komorok
- Sipos József: Leonárdo
- Sólyom András: Poggyászunk, Kádár János
- Szekeres Csaba: Karácsond – Az ígéret földje
- Szobolits Béla: 104 avagy… de könyörgöm, tisztelettel!
- Tölgyesi Ágnes: Szerelemtelevízió
- Varga Ágota: A csolnoki rabtábor
- Villi Hermann: Pédra, egy riporter határok nélkül

### Tudományos-ismeretterjesztő filmek
- Duló Károly: Betájolt öröklét
- Dér András: A hét főbűn (Bűnök ezek?)
- Elek Ottó: Ködbe vesző emlékezet
- Kóthy Judit – Topits Judit: Forró ősz a hidegháborúban – Magyarország 1956-ban
- Kútvölgyi Katalin: Mesterművek a századforduló magyar építészetéből (Városházak)
- Ocsenás Tamás: A zsidónegyed – Pest zsidó arca – A három templom
- Szádvári Lídia: A kalaposmester
- Tóth Zsolt Marcell: Budapesti vadon
- Vékás Péter: Veress Ferenc

## Lásd még
- Magyar Filmszemle